# 3-as típusú közepes harckocsi
A 3-as típusú (三式中戦車 チヌ ; Hepburn: San-shiki chusensha Chi-nu; közismertebb nevén:  Type 3 Chi-Nu) közepes harckocsi. A 97-es típusú Csi-Ha továbbfejlesztett változata. Soha sem vetették be harcban, csak a japán szigeteket védő, néhány egységet szerelték fel velük.

## Tervezés
A japánok számára világossá vált, hogy a Csi-He változatai nem elég ütőképesek ahhoz, hogy hatékonyan szálljanak szembe az M4 Sherman harckocsival. A japán hadsereg Műszaki Irodája ugyan elindította a 4-es típusú Csi-To fejlesztéseit, de bebizonyosodott, hogy ez a tank nem lesz kész időben, ezért kellett egy hiánypótló megoldás. A Csi-Nu fejlesztései 1943 májusában kezdődtek, de a gyors munkaütemnek köszönhetően, októberben -mindössze hat hónap alatt- be is fejeződtek. Az sorozatgyártás beindításához a japán gyárak azonban nem kaptak elég nyersanyagot, mivel a Csendes óceáni térségben előretörő amerikai haditengerészet, egyre komolyabb károkat tett a japán kereskedelmi hajó konvojokban, ami olaj, élelmiszer és nyersanyag hiányhoz vezetett. 1944-ben már korlátozottan ugyan, de biztosítani tudták a gyártás beindításához szükséges erőforrásokat, így ebben az évben csupán 55-öt, 1945-ben pedig 111 darabot építettek meg, a Hitachi-nál és a Sagami Arsenal-nál. Ez volt az utolsó japán harckocsi amit a háborúban sorozatban gyártottak.
A Csi-Nu a Csi-Ha alvázát kapta meg. Futóműve változatlan maradt, a szegecselés helyett hegesztett és vastagabb páncéllemezeket alkalmaztak, valamint egy új, hatszögletű lövegtoronnyal látták el a típust. Így a torony legénysége 3 főre bővült (töltőkezelő, irányzó és harckocsi parancsnok) . Fő fegyverzete egy 75 mm-es L/38,4 3-as típusú löveg volt, ami tekintélyes tűzerővel ruházta fel a harckocsit. Ez a löveg a francia Schneider 1919-es hegyi ágyú módosított verziója volt. A löveg kezdősebessége 680 m/s volt, ennek köszönhetően 100 méteren 90 mm, 1000 méteren pedig 65 mm-es páncélzat átütésére volt képes. A löveget függőlegesen -10 és +25 fok között lehetett mozgatni. Ez a tűzerő a szövetséges harckocsik ellen elegendőnek bizonyult volna, ha valaha is harcba kerül a tank. Másodlagos fegyverzete egy 7,7 mm-es 97-es típusú géppuska volt, motorját pedig az 1-es típustól örökölte. Ugyan 1 tonnával többet nyomott mint a Csi-He, azonban még így is elegendőnek bizonyult a mozgékonysága. Voltak tervek, hogy erősebb páncélzattal és módosított toronnyal szerelik fel a Csi-Nu-t, de ezek örökre papíron maradtak.

## Harci alkalmazása
Ugyan sosem vetették be a háborúban azonban a japán szigeteket védő egységek nem sokkal a háború vége előtt kaptak a típusból. A 18. harckocsi ezred, 19. páncélos ezred, a 4. és 5. harckocsi dandárt összesen húsz ilyen harckocsival szerelték fel. A 42. harckocsi ezred tízet kapott. Főleg Kjúsú és Honsú szigetén állomásozó egységeket szerelték fel velük.

## Műszaki adatok

### Tulajdonságok
- Személyzet: 5 fő
- Hossz: 5,73 m
- Szélesség: 2,33 m
- Magasság: 2,61 m
- Hasmagasság: 0,42 m
- Tömeg: 18,8 tonna
- Legyártott mennyiség: 166 darab

### Fegyverzet
- Elsődleges fegyverzet: 75 mm-es L/38,4 3-as típusú löveg
- Másodlagos fegyverzet: 7,7 mm-es 97-es típusú géppuska
- Lőszer: 55 darab lőszer, 4035 darab géppuskalőszer

### Páncélzat
- Frontpáncél: 50 mm
- Oldalpáncél: 25 mm
- Hátsó páncélzat: 20 mm
- Torony eleje: 50 mm
- Torony oldala: 35 mm
- Torony hátulja: 25 mm
- Torony teteje: 10 mm

### Mozgékonyság
- Motor: V12-es Mitsubishi 100-as típusú 21700 cm³-es léghűtéses dízelmotor
- Teljesítmény: 240 lóerő
- Fajlagos teljesítmény: 12,8 lóerő/tonna
- Felfüggesztés: spirális
- Sebesség: 39 km/h
- Hatótávolság: 210 km

## Galéria

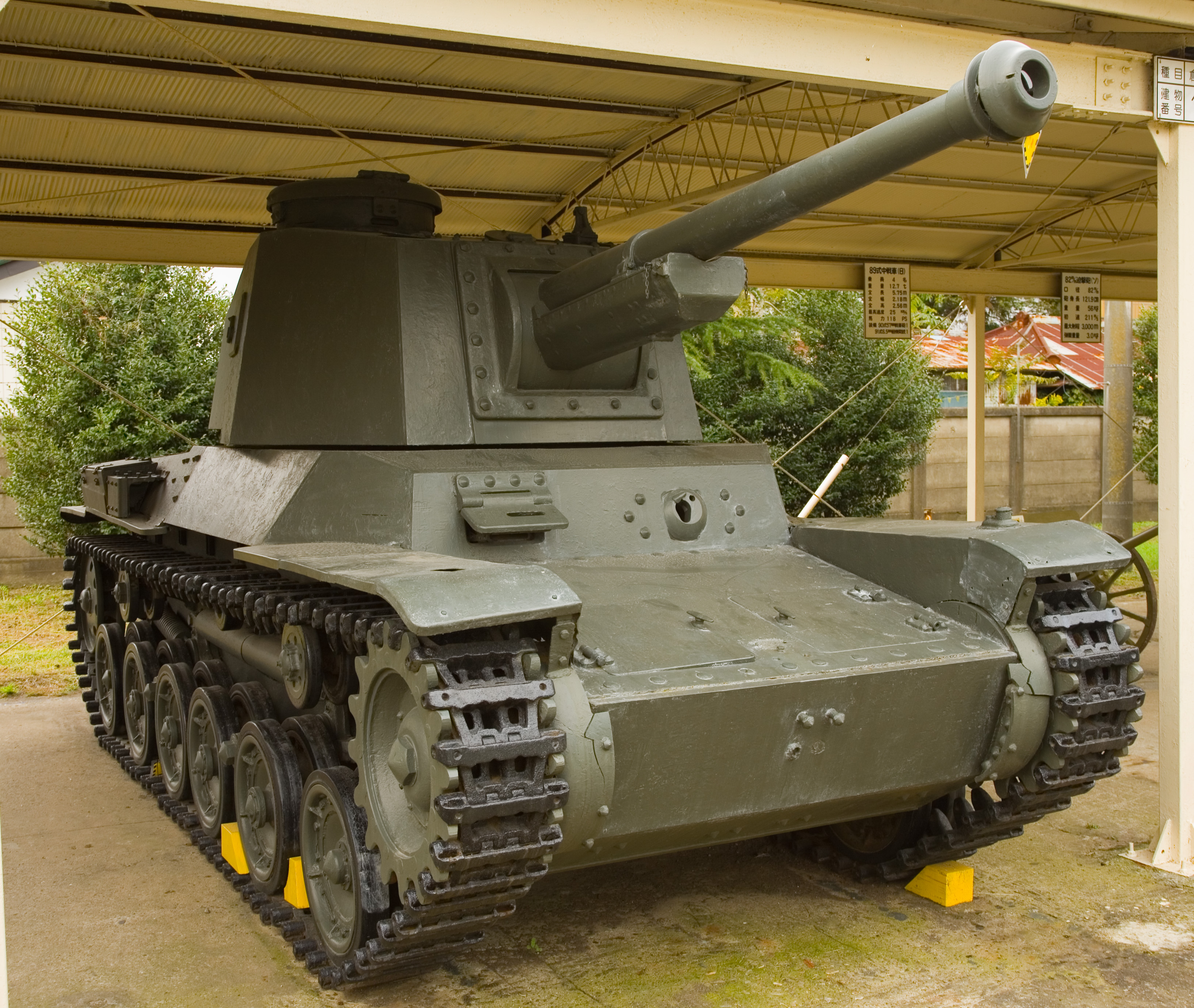
Csi-Nu egy japán múzeumban.
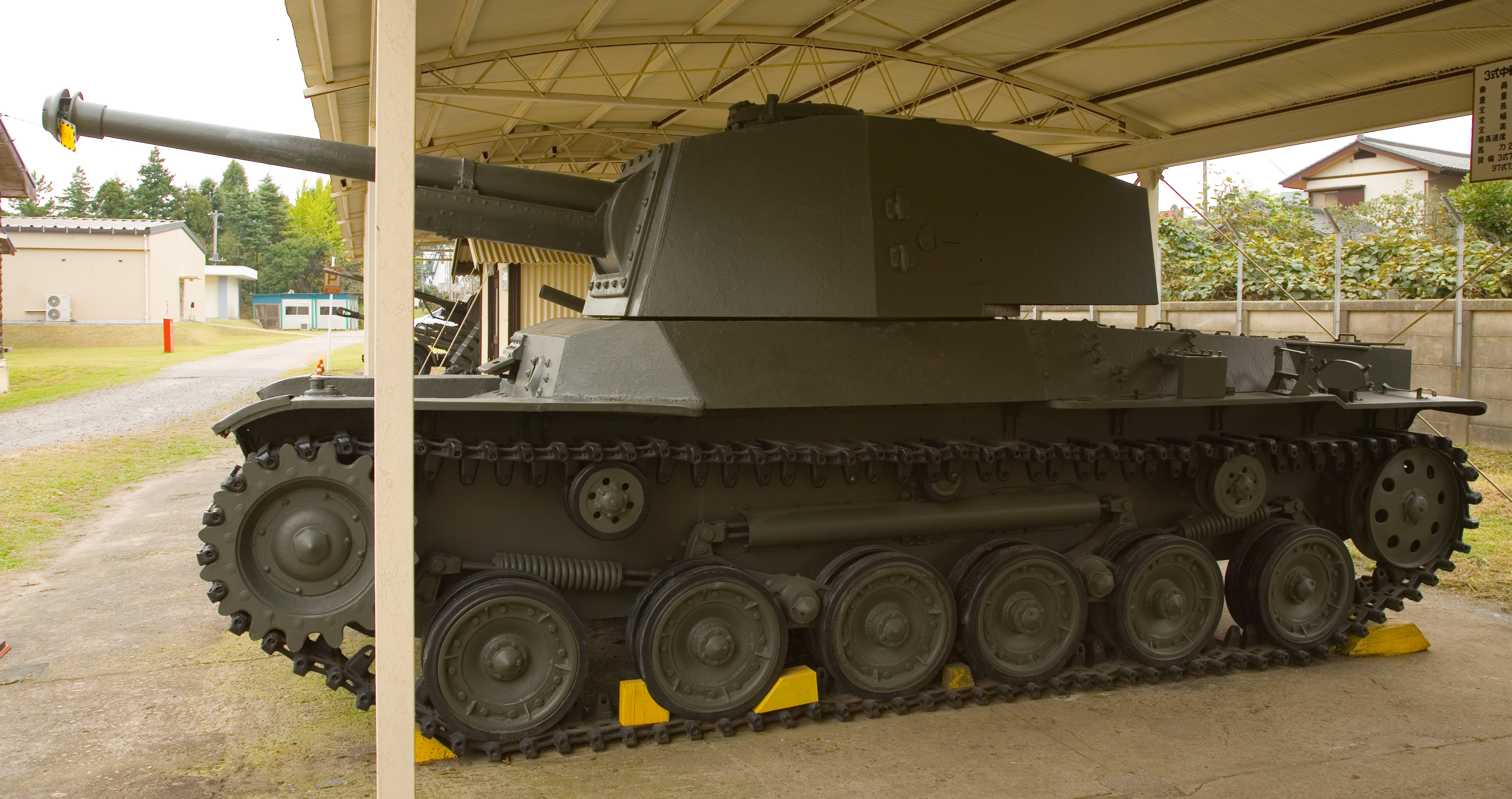
Oldalról.
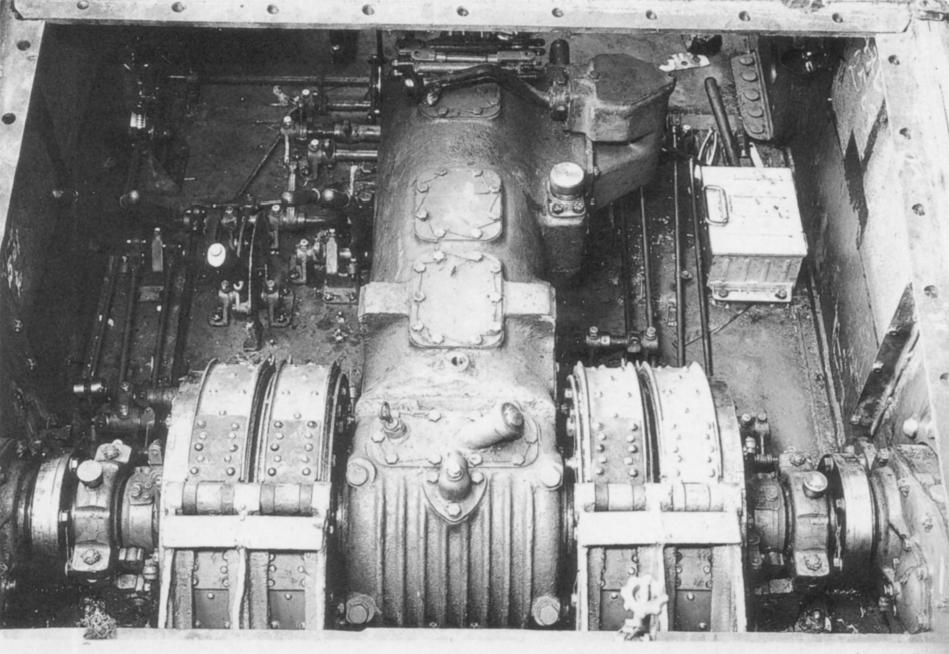
A Csi-Nu sebességváltója.
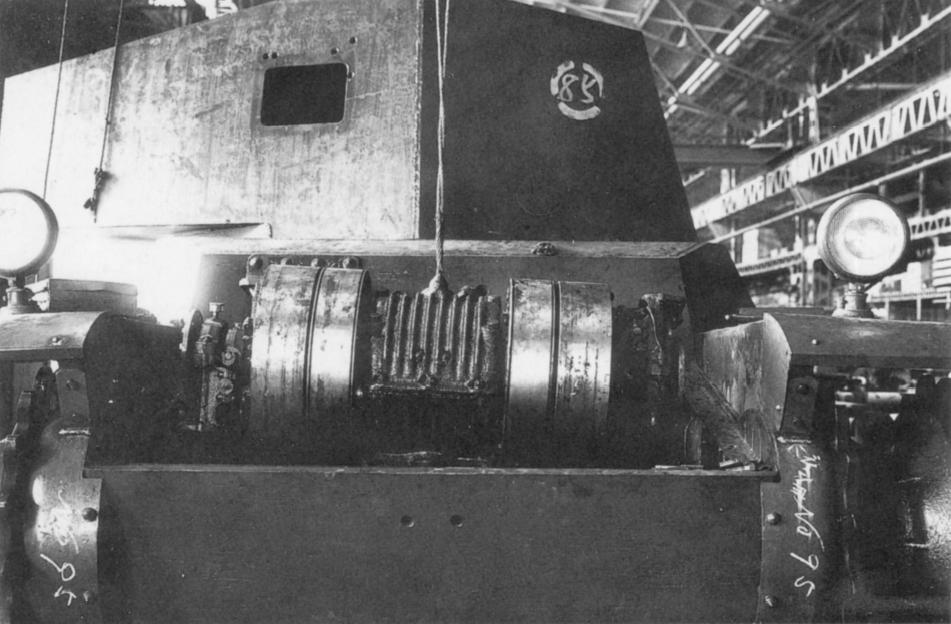
Egy Csi-Nu-ba a sebességváltót rakják be.
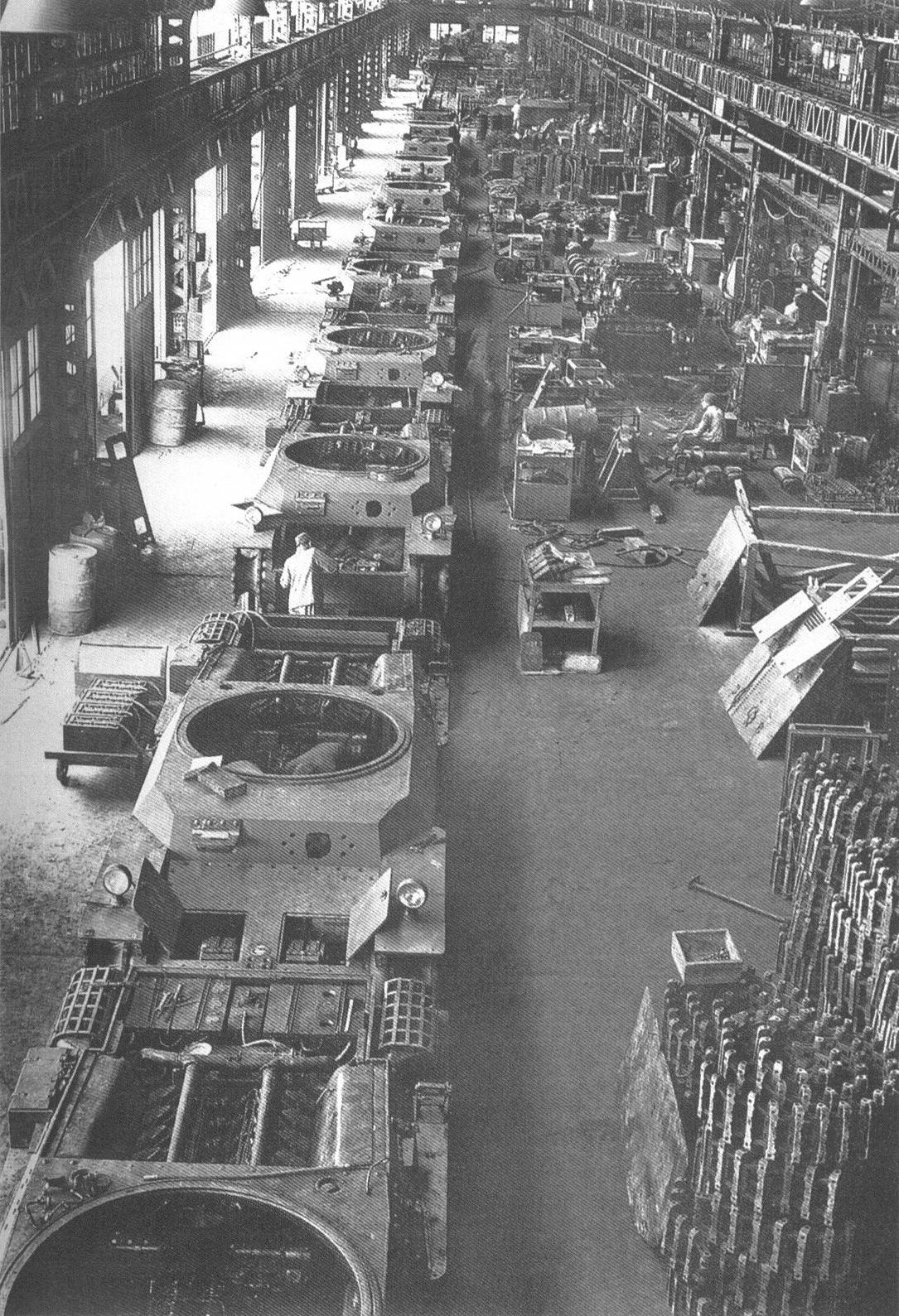
Csi-Nu-k a gyártósoron.
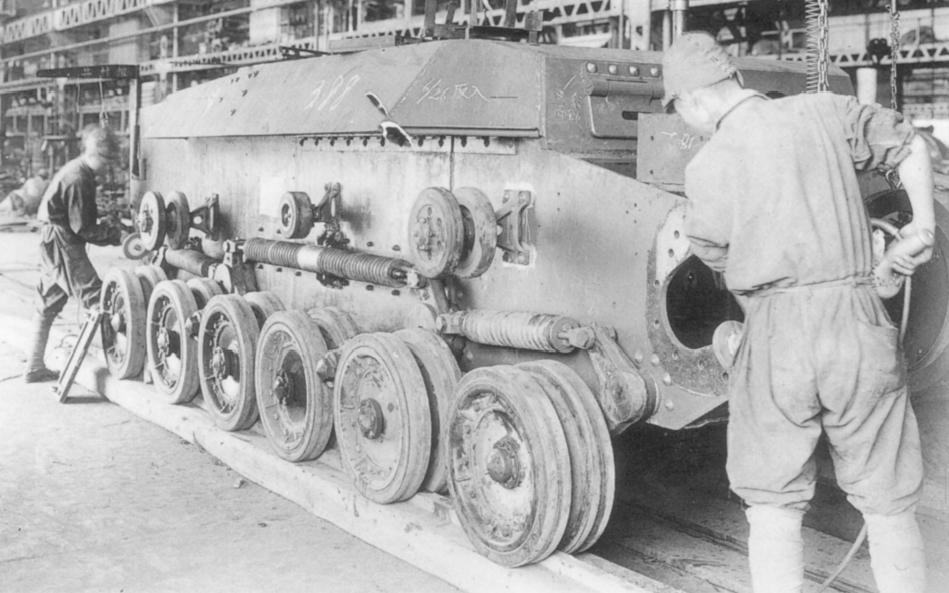
Felfüggesztés összeszerelése.
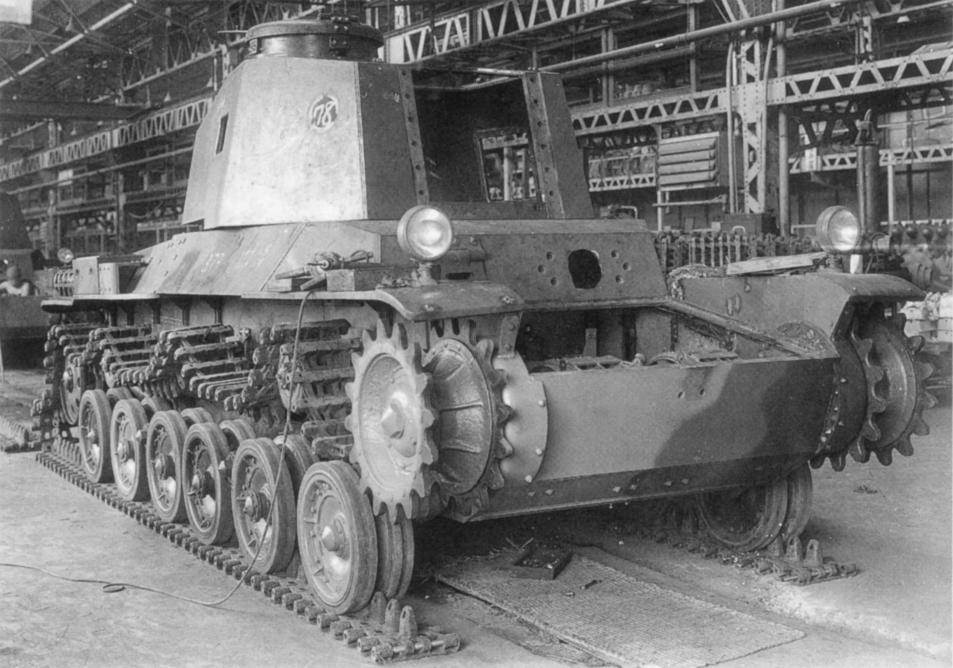
Lánctalp felszerelése.
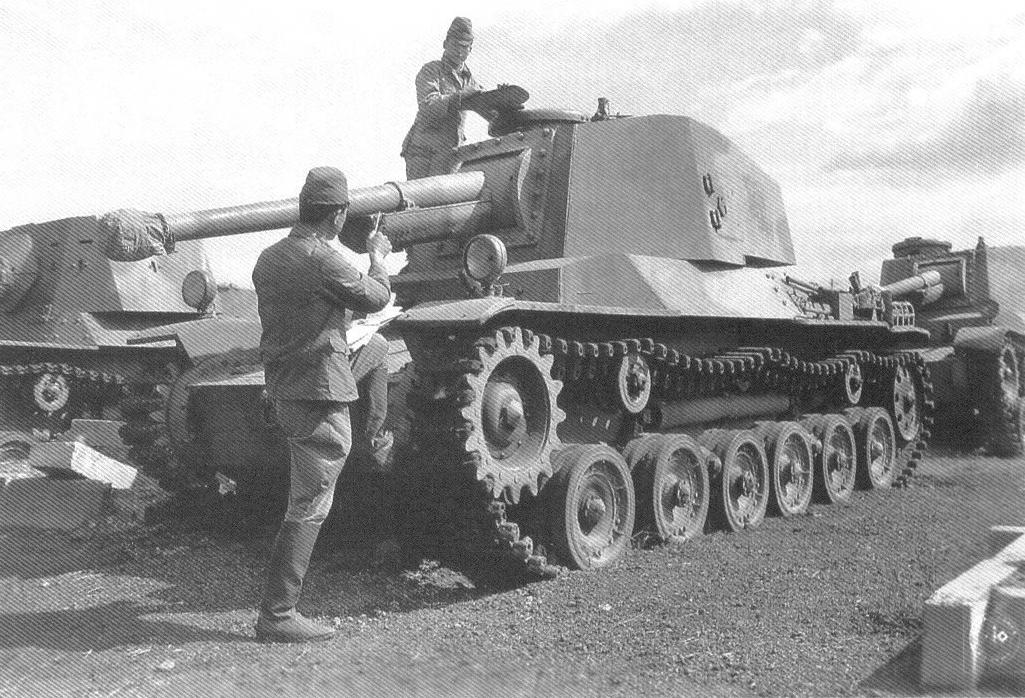
A háború után japánok vizsgálnak egy Csi-Nu-t, hogy harcképtelenné tették e.
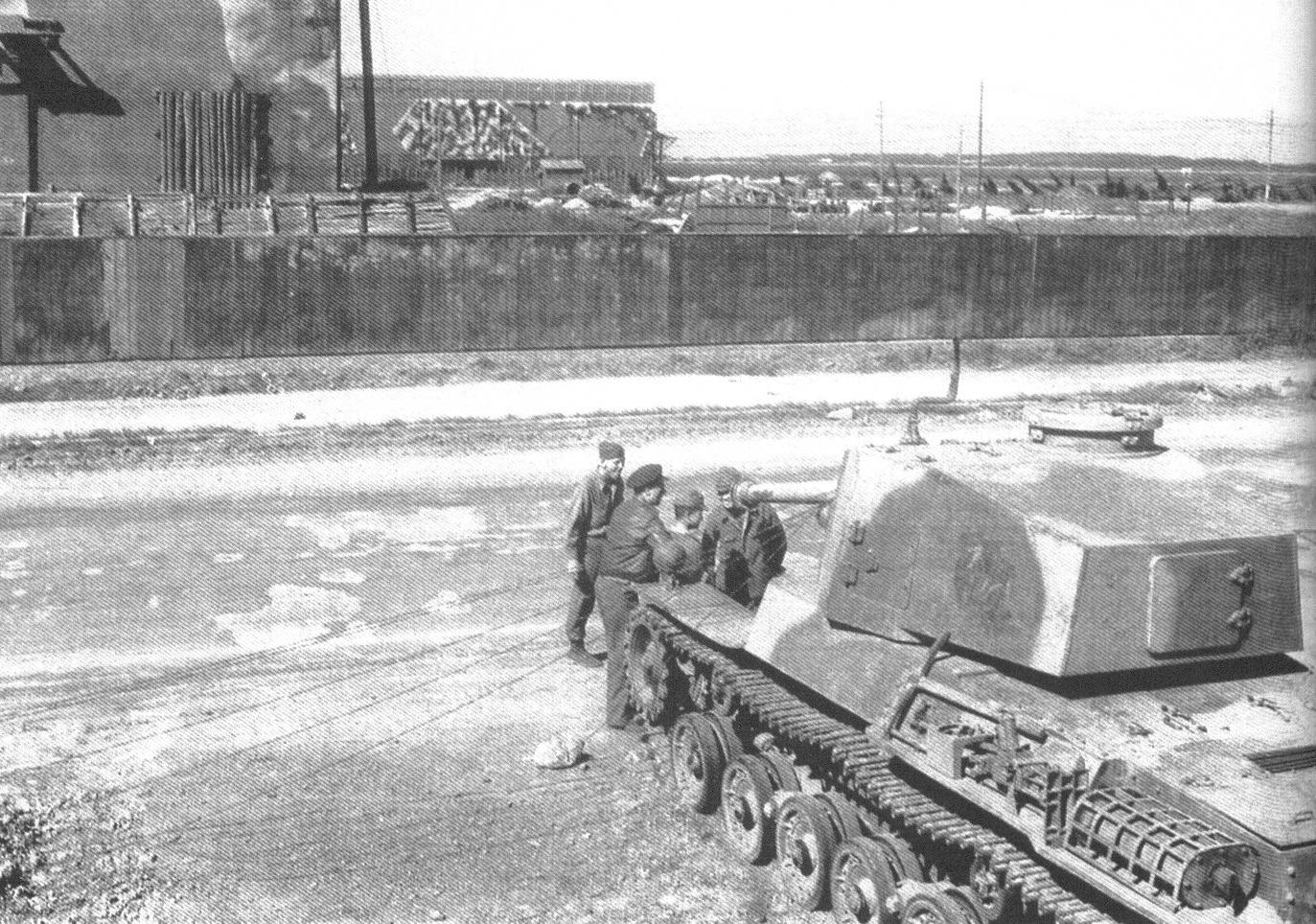
Az amerikaiak által lefoglalt Csi-Nu.
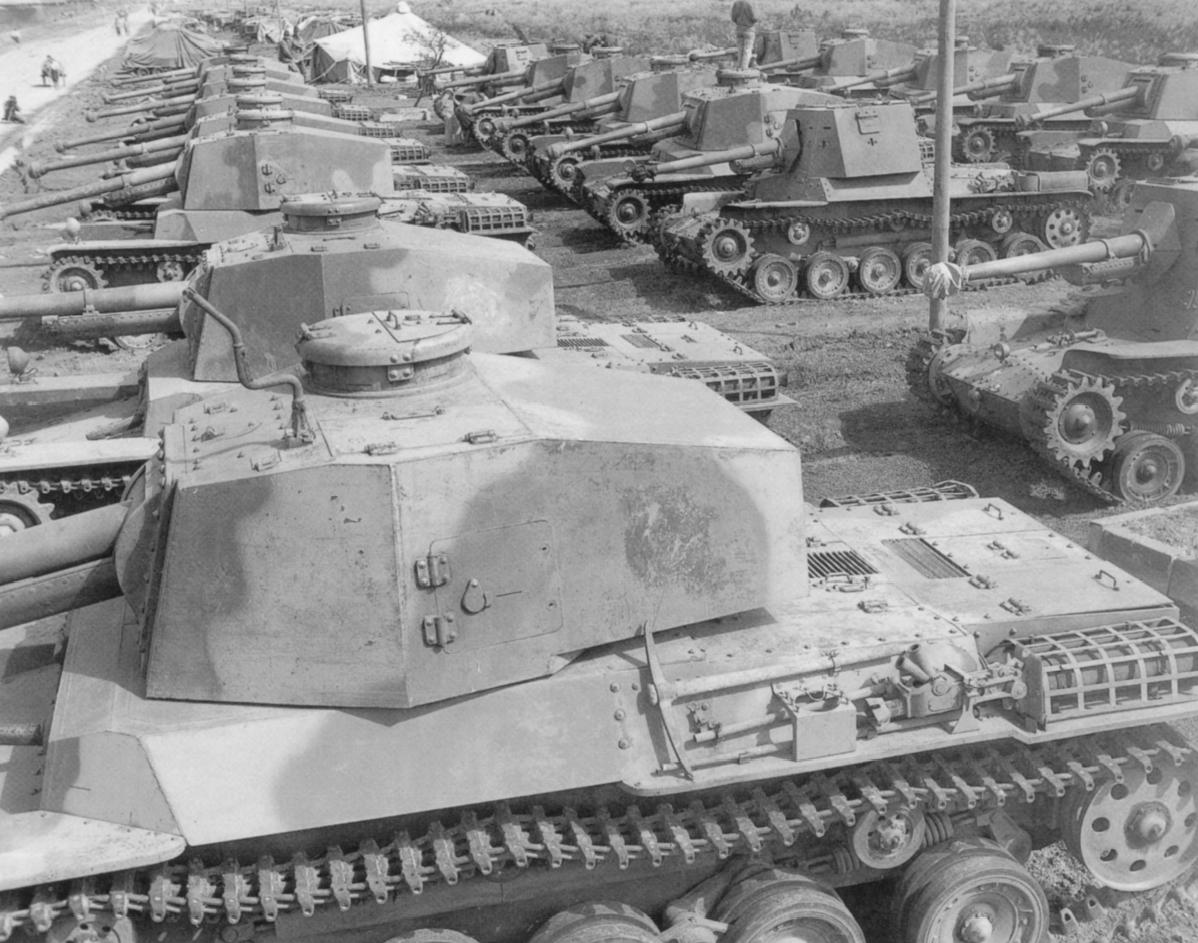
A 4. harckocsi ezred harcképtelen Csi-Nu-i és 3-as típusú Ho-Ni önjáró lövegei a háború után.
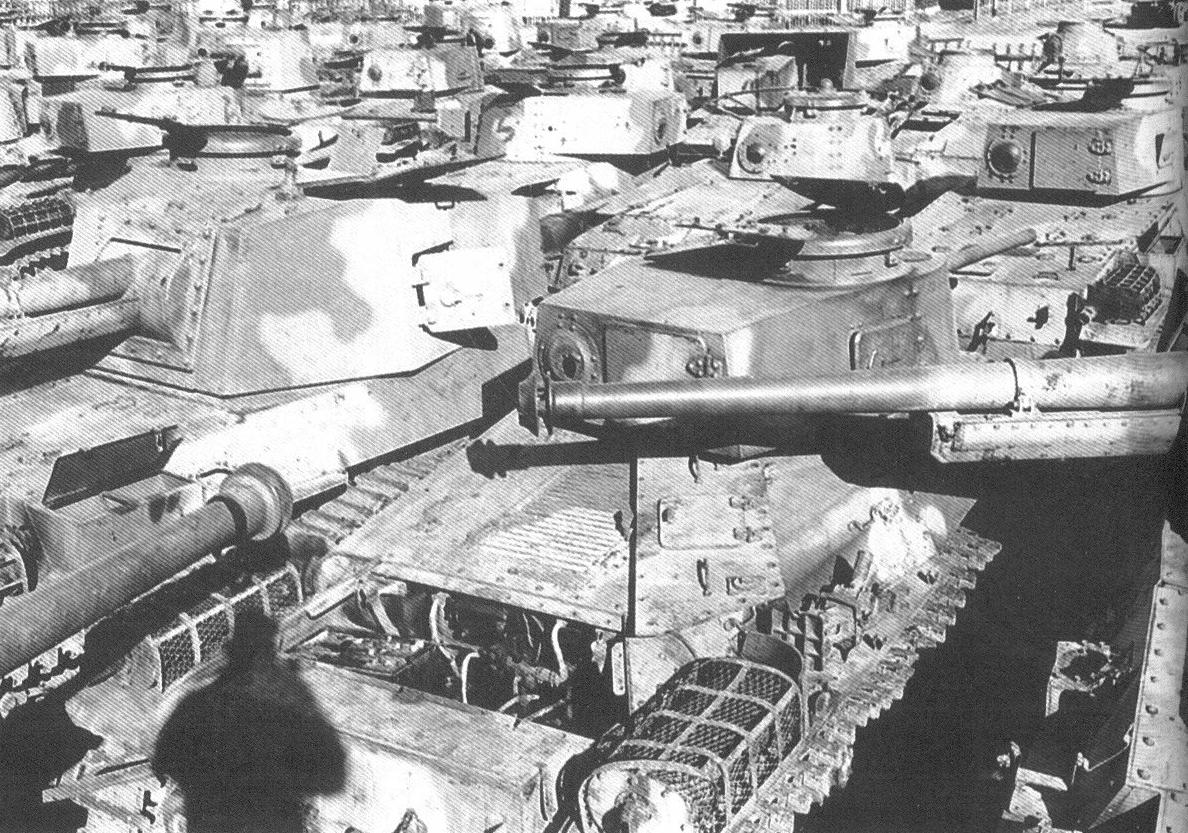
Lefoglalt japán harckocsik köztük néhány Csi-Nu.

## Fordítás
- Ez a szócikk részben vagy egészben  a   Type_3_Chi-Nu című angol Wikipédia-szócikk fordításán alapul.  Az eredeti cikk szerkesztőit annak laptörténete sorolja fel. Ez a jelzés csupán a megfogalmazás eredetét és a szerzői jogokat jelzi, nem szolgál a cikkben szereplő információk forrásmegjelöléseként.